# Словачка на Светском првенству у атлетици у дворани 2018.
Словачка је учествовала на 17. Светском првенству у атлетици у дворани 2018. одржаном у Бирмингему од 1. до 4. марта. У свом четрнаестом учешћу на светским првенствима у дворани, делегацију Словачке представљало је 3 такмичара (1 мушкарац и 2 жене), који су се такмичили у 2 дисциплине (1 мушка и 1 женска).,
На овом првенству такмичари Словачке нису освојили ниједну медаљу нити су остварили неки резултат.
У табели успешности према броју и пласману такмичара који су учествовали у финалним такмичењима (првих 8 такмичара) Словачка је са једним учесником у финалу делила 42. место са 3 бода.
| Плас. | Земља    | 1. место | 2. место | 3. место | 4. место | 5. место | 6. место | 7. место | 8. место | Бр. финал. | Бод. |
| ----- | -------- | -------- | -------- | -------- | -------- | -------- | -------- | -------- | -------- | ---------- | ---- |
| =42.  | Словачка | 0        | 0        | 0        | 0        | 0        | 1        | 0        | 0        | 1          | 3    |

## Учесници
| Мушкарци: - Јан Волко — 60 м | Жене: - Ивета Путалова — 400 м - Александра Безекова — 400 м |  |

## Резултати

### Мушкарци
| Атлетичар | Дисциплина | Лични рекорд | Квалификација | Квалификација | Полуфинале | Полуфинале | Финале   | Финале      | Детаљи |
| Атлетичар | Дисциплина | Лични рекорд | Резултат      | Место         | Резултат   | Место      | Резултат | Место       | Детаљи |
| --------- | ---------- | ------------ | ------------- | ------------- | ---------- | ---------- | -------- | ----------- | ------ |
| Јан Волко | 60 м       | 6,57 НР      | 6,66 КВ       | 1. у гр. 3    | 6,58 кв    | 3. у гр. 3 | 6,59     | 6 / 49 (52) |        |

### Жене
| Атлетичарка         | Дисциплина | Лични рекорд | Квалификација | Квалификација | Полуфинале | Полуфинале | Финале                | Финале       | Детаљи |
| Атлетичарка         | Дисциплина | Лични рекорд | Резултат      | Место         | Резултат   | Место      | Резултат              | Место        | Детаљи |
| ------------------- | ---------- | ------------ | ------------- | ------------- | ---------- | ---------- | --------------------- | ------------ | ------ |
| Ивета Путалова      | 400 м      | 52,62 НР     | 53,97 КВ      | 2. у гр. 6    | 53,46      | 5. у гр. 3 | Нису се квалификовале | 15 / 31 {34} |        |
| Александра Безекова | 400 м      | 52,68        | 52,78 кв      | 4. у гр. 5    | 53,05      | 4. у гр. 1 | Нису се квалификовале | 9 / 31 {34}  |        |